# The Devil's Rejects
The Devil's Rejects är en amerikansk skräckfilm från 2005, regisserad av Rob Zombie. Filmen är en uppföljare till House of 1000 Corpses från 2003 och utspelar sig två år efter den första filmen. Medverkar gör bland andra Sid Haig, Bill Moseley, Sheri Moon Zombie, William Forsythe och Geoffrey Lewis. Mother Firefly, som i första filmen spelades av Karen Black, spelas den här gången av Leslie Easterbrook. Filmen fick en uppföljare 2019, 3 från helvetet.

## Handling
Polisen belägrar familjen Fireflys hus och arresterar eller skjuter alla medlemmar utom Otis, Baby och Captain Spaulding, som lyckas fly. De är nu jagade av en sheriff vars bror de mördade i ettan.

## Rollista
- Sid Haig som Kapten Spaulding
- Bill Moseley som Otis Firefly
- Sheri Moon Zombie som Baby Firefly
- William Forsythe som Sheriff Wydell
- Ken Foree som Charlie Altamont
- Dave Sheridan som Konstapel Ray Dobson
- Kate Norby som Wendy Banjo
- Lew Temple som Adam Banjo
- Leslie Easterbrook som Mor Firefly
- Danny Trejo som Rondo
- Dallas Page som Billy Ray Snapper
- Brian Posehn som Jimmy
- Matthew McGrory som Tiny Firefly
- Elizabeth Daily som Candy
- Michael Berryman som Clevon
- Tom Towles som George Wydell
- Duane Whitaker som Doktor Bankhead
- Tyler Mane som Rufus Firefly
- Kelvin Brown som Bubba